# 中の沢川
中の沢川（なかのさわがわ）は、北海道札幌市南区を流れる石狩川水系北の沢川支流の小さな河川である。昔は五号ノ沢（ごごうのさわ）といい、1941年に中の沢と改称した。札幌市が管理する普通河川に属する。

## 流路
札幌市南区砥石山の東側の麓にある採石場付近に源を発し東に向かって流れる。上流で左中の沢川をあわせ、ゆるやかに曲がりくねりながら中ノ沢地区を東に向かう。下流で北東に流れて、川沿地区に入り、北の沢川に合流する。北の沢川は合流点から約500メートルで豊平川に注ぐ。
上流部は採石場と林、中流部は段丘状の平地で、主に住宅地だが畑と牧場もある。下流は豊平川沿いの平地で住宅地として利用されている。

## 歴史
明治時代に山鼻、琴似、新琴似の屯田兵の公有地とされていたが、それぞれの拠点の村から遠いため開発が進まなかった。屯田兵が終了して土地の売買が自由になると、農民が開墾を始めた。流域は、北の沢川、南の沢川流域とともに八垂別と呼ばれ、藻岩山周辺とともに藻岩村の一部であった。20世紀後半に札幌市の膨張が進むと、流域は農村から市街地に変貌した。

## 支流
- 左中の沢川（八垂別の滝）

## 橋梁
- 坂下橋
- 中ノ沢1号橋
- なかよし橋
- 藻岩グリーン橋 - 中ノ沢南沢通
- くるみ橋
- 川西橋
- 中ノ沢橋
- 泉橋